# Hammer Film Productions

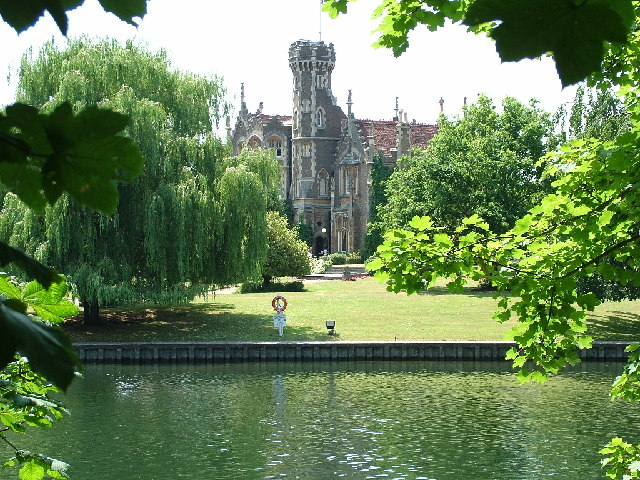
Oakley Court, de locatie waar ruim 200 horrorfilms werden gedraaid

Hammer Film Productions is een Brits filmproductiebedrijf, opgericht in 1934. Het bedrijf staat vooral bekend om een reeks gothic "Hammer Horror"-films, geproduceerd van begin jaren 50 tot eind jaren 70 van de 20e eeuw. Hammer heeft daarnaast ook sciencefictionfilms, thrillers en komedies geproduceerd, evenals een paar televisieseries.
Tijdens de topdagen van het bedrijf waren ze marktleider in de productie en distributie van horrorfilms. De term "Hammer Horror" wordt nog geregeld gebruikt, ook om soortgelijke films van andere bedrijven te omschrijven.

## Vroege geschiedenis (1935 tot 1937)
In november 1934 registreerde William Hinds, een komiek en zakenman, zijn eigen filmbedrijf "Hammer Productions Ltd." Het kantoor van dit bedrijf was gevestigd in een drie kamers tellend pand in het Imperial House, in de Londense Regent Street. De naam van het bedrijf was afgeleid van Hinds' artiestennaam, Will Hammer.
Vrijwel direct na de registratie begon Hinds met zijn eerste film, The Public Life of Henry the Ninth. Tijdens de opnames leerde hij Enrique Carreras, een voormalige eigenaar van een bioscoop, kennen. Op 10 mei 1935 begonnen ze samen het filmdistributiebedrijf "Exclusive Films", dat zich specialiseerde in de distributie van de films gemaakt door Hammer. Hammer produceerde in deze periode een viertal films:
- The Mystery of the Marie Celeste (VS: The Phantom Ship), met Béla Lugosi
- The Song of Freedom (1936), met Paul Robeson
- Sporting Love (1937)
- The Bank Messenger Mystery (1936)

Toen de Britse filmindustrie echter instortte ging Hammer failliet. Exclusive Films bleef wel bestaan en ging zich toeleggen op het distribueren van films van andere bedrijven.

## Heropleving (1938 tot 1955) — Hammer Film Productions
James Carreras (zoon van Enrique) voegde zich in 1938 bij Exclusive Films, kort erop gevolgd door William Hinds' zoon, Anthony. In 1946, na de Tweede Wereldoorlog, blies James Carreras Hammer Film Productions nieuw leven in met een aantal goedkope korte filmpjes. Samen met Anthony produceerde hij de films Death in High Heels, The Dark Road, Crime Reporter en Dick Barton Special Agent. Al deze films werden opgenomen in de Marylebone Studios in 1947. In 1949 werd "Hammer Film Productions" officieel opnieuw geregistreerd als een bedrijf, met Enrique, James Carreras, William en Tony Hinds als de regisseurs. Het bedrijf vestigde zich in de Exclusive offices in 113-117 Wardour Street.

## Hammer Horror (1955 tot 1974)
Hammers eerste significante experiment met het horrorgenre was in 1955 met een film, gebaseerd op de Britse filmreeks The Quatermass Experiment, welke geregisseerd werd door Val Guest. De film, getiteld The Quatermass Xperiment, werd onverwacht een groot succes, en leidde in 1957 tot een vrijwel net zo populair vervolg: Quatermass 2.
Met dit succes brak een nieuwe periode aan voor Hammer Film Productions. In de jaren 1957-1959 regisseerde Terence Fisher drie grote horrorfilms: The Curse of Frankenstein (1957), Dracula (1958) en The Mummy. Fisher groeide uit tot een van de meest vooraanstaande horrorregisseurs van de jaren vijftig en zestig van de 20e eeuw, inzonderheid omwille van zijn werk voor Hammer Film Productions. Alle drie de films werden een succes, en alle drie kregen ze een reeks sequels:
- The Curse of Frankenstein:
  - The Revenge of Frankenstein (1959)
  - The Evil of Frankenstein (1964)
  - Frankenstein Created Woman (1967)
  - Frankenstein Must Be Destroyed (1969)
  - The Horror of Frankenstein (1970)
  - Frankenstein and the Monster from Hell (1974)

- Dracula:
  - The Brides of Dracula (1960)
  - Dracula: Prince of Darkness (1966)
  - Dracula Has Risen from the Grave (1968)
  - Taste the Blood of Dracula (1969)
  - Scars of Dracula (1970)
  - Dracula AD 1972 (1972)
  - The Satanic Rites of Dracula (1973)
  - The Legend of the 7 Golden Vampires (1974)

- The Mummy:
  - The Curse of the Mummy's Tomb (1964)
  - The Mummy's Shroud (1966)
  - Blood from the Mummy's Tomb (1971).

In dezelfde periode maakte Hammer ook een aantal Gothic horrorfilms die bekendstonden als "mini-Hitchcocks". Dit waren low-budget thrillers, vaak in zwart-wit en met een absurd einde. Deze films waren onder andere Taste of Fear (1961), Maniac (1963), Paranoiac (1963), Nightmare (1964), Hysteria (1965), Fanatic (1965), The Nanny (1965), Crescendo (1970) en Fear in the Night (1972)

## Laatste jaren van productie (eind jaren 1970)
In de laatste jaren van de jaren zeventig nam de populariteit van het horrorgenre af. Hammer probeerde los te breken van de Gothic horrorfilms waarmee de studio zijn reputatie op had gebouwd, en probeerde in plaats daarvan wat andere filmgenres uit. Zo maakte Hammer The Legend of the 7 Golden Vampires (1974) (een combinatie van horror met het martialartsgenre) en To the Devil a Daughter (1976). Geen van beide films was een succes. Langzaam begon het bedrijf minder films te produceren. The Lady Vanishes, de laatste film van Hammer (1979), was een remake van Hitchcocks gelijknamige thriller uit 1938.

## Televisieseries (1980s)
Begin jaren 80 ging Hammer zich richten op series voor de Britse televisie. De eerste reeks was de 13 afleveringen tellende Hammer House of Horror. De serie stond bekend om haar donkere gevoel voor ironie.
Een tweede serie, getiteld Hammer House of Mystery and Suspense, werd geproduceerd in 1984. Deze liep ook 13 afleveringen. De afleveringen van deze serie waren in feite korte films, gemaakt in samenwerking met onder andere 20th Century Fox.

## Heden
Officieel bestaat Hammer Film Productions nog steeds. Het bedrijf heeft al een paar maal aangekondigd op zoek te zijn naar nieuwe projecten. In 2003 werd bekend dat Hammer interesse heeft in het produceren van nieuwe direct-naar-dvd horrorfilms in samenwerking met het Australische bedrijf Pictures in Paradise.
Op 10 mei 2007 werd bekend dat de Nederlandse producer John de Mol de rechten op de Hammer Films had gekocht, en de studio weer wil opstarten.